# Vladimír Nejedlý
Vladimír Nejedlý (* 18. února 1951) je bývalý český hokejový obránce.

## Hokejová kariéra
V československé lize hrál za SONP Kladno a Spartu Praha. Odehrál 6 ligových sezón, nastoupil v 95 ligových utkáních, dal 7 gólú, měl 5 asistencí a 43 trestných minut. V nižší soutěži hrál za ZVVZ Milevsko. S reprezentací Československa získal stříbrnou medaili za 2. místo na Mistrovství Evropy juniorů v ledním hokeji 1970.

## Klubové statistiky
| 1968/1969 | SONP Kladno   | 1. liga | 2  | 1 | 0 | 1 | 2  |
| 1969/1970 | SONP Kladno   | 1. liga | 13 | 2 | 0 | 2 | 4  |
| 1970/1971 | Sparta Praha  | 1. liga | 21 | 1 | 0 | 1 | 12 |
| 1976/1977 | Sparta Praha  | 1. liga | 36 | 3 | 2 | 5 | 15 |
| 1977/1978 | Sparta Praha  | 1. liga | 8  | 0 | 1 | 1 | 6  |
| 1978/1979 | Sparta Praha  | 1. liga | 15 | 0 | 2 | 2 | 4  |
| 1978/1979 | ZVVZ Milevsko | 2. liga | -  | 4 | - | - | -  |